# Jean-Marc Pujol
Jean-Marc Pujol (Mostaganem, Algèria, 1949) és un polític nord-català, membre de l'UMP i posteriorment de Républicains, batlle de Perpinyà des d'octubre del 2009 fins al 2020. i President de la Comunitat Urbana Perpinyà Mediterrània Metròpoli del 2014 fins al 2020.

## Biografia
De família catalana emigrada a Algèria, estudià dret i exercí com a assessor fiscal. Jean-Marc Pujol és membre del Consell municipal de Perpinyà des del 1989. Adjunt a l'alcalde Jean-Paul Alduy des del 1995, el va substituir en el càrrec l'any 2009.
Havia estat campió de França de pesca subaquàtica per equips (1974) i presidí la comissió nacional de pesca submarina de la Federació francesa d'estudis i esports submarins (1984-1996).
El 2008 va ser distingit amb el títol de cavaller de la Legió d'Honor.